# Mercedesz Csampai

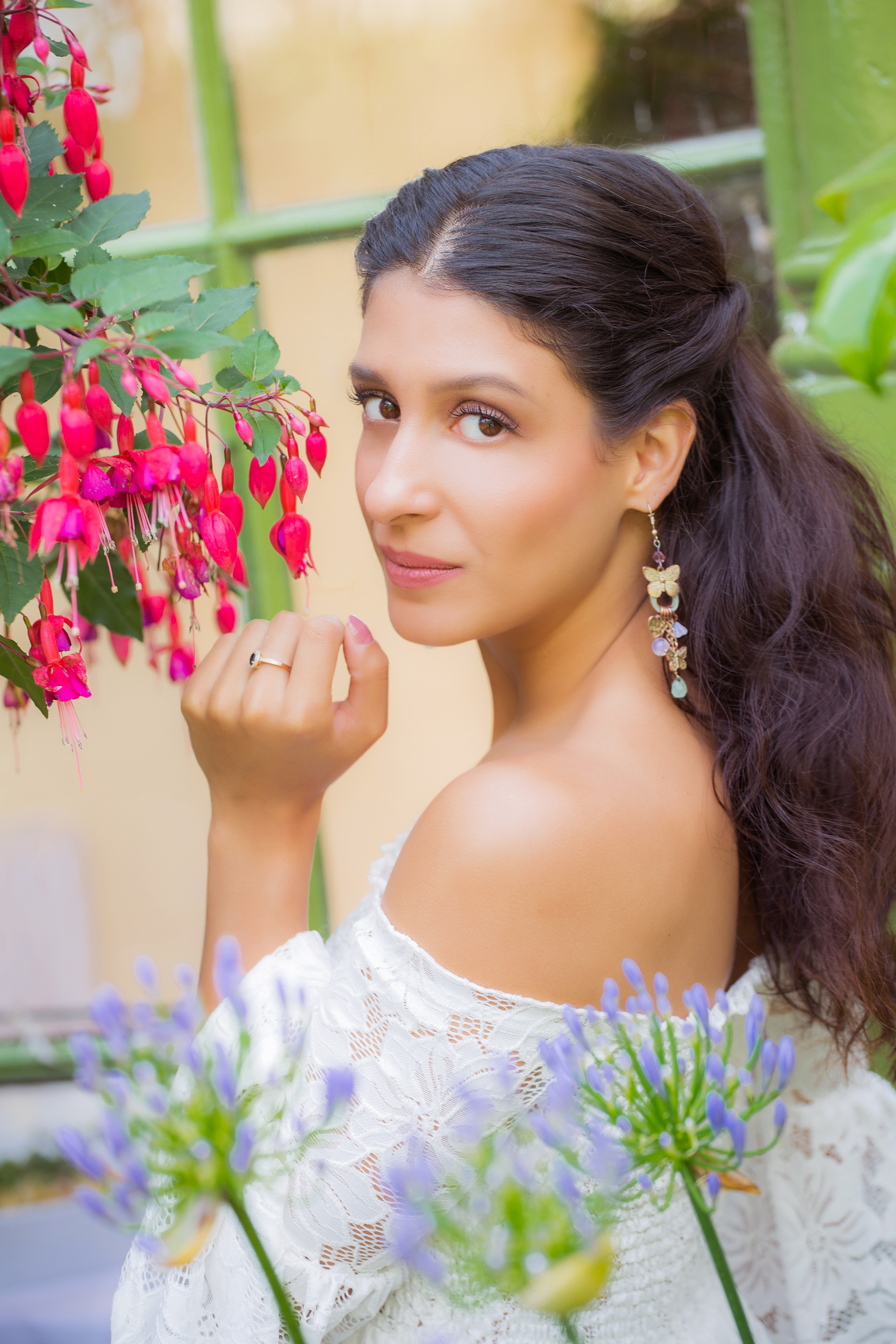
Mercedesz Csampai, 2017

Mercedesz Csampai (* 23. April 1991) ist eine schwedische Musicaldarstellerin. In Deutschland wurde sie durch die Rollen der Sarah im Musical Tanz der Vampire bekannt, als Maria in West Side Story, als Esmeralda in Der Glöckner von Notre Dame sowie im Cirque Du Soleil und als Maria Magdalena in Jesus Christ Superstar am Landestheater in Detmold.

## Leben
Csampai hat schon früh mit ihrer musikalischen, tänzerischen und schauspielerischen Ausbildung begonnen. Ihre Mutter ist Opernsängerin, ihr Vater Violinist. Sie ließ sich am Junior Academy Music College in Stockholm zur Pianistin und Violinistin ausbilden. Im Jahr 2010 folgte die Ausbildung zur Musicaldarstellerin an der Performing Arts School in Göteborg. In London nahm sie an diversen Drama-Workshops des britischen Schauspielers und Regisseurs Charles Dance und der Academy of Science of Acting and Directing teil.
Schon während ihrer Schul- und Collegezeit war Csampai an diversen Produktionen in Schweden beteiligt. Sie spielte die Nala in Disneys  Der König der Löwen, die schöne Mina in Frank Wildhorns Dracula, Nancy in Oliver Twist und die junge Sabrina in dem schwedischen Film Mitt namn var Sabina Spielrein.
2012 wirkte sie bei Lena Philipssons Dream Show als Tänzerin mit und unterstützte die Dröse & Norberg Company als Sängerin und Musikerin bei diversen Produktionen, u. a. bei Le Rouge, Studio 54 und Rock’n Roll.
Am 25. Januar 2013 gab sie ihr Deutschland-Debüt als Sarah in Tanz der Vampire für 177 Shows im Theater des Westens. Anschließend spielte sie vier Monate in der russischen Adaption von Die Kleine Meerjungfrau in Moskau als sogenannter Swing (= alle weiblichen Ensemble-Parts) und Arielle-Double mit. 2014 spielte sie die Éponine in Les Misérables im Aarhus Music Theater in Dänemark und danach die Nebenrolle der Hannibal-Prinzessin in Das Phantom der Oper in Moskau. In derselben Produktion covert sie die Rolle der Christine.

## Engagements
- Februar 2013 – August 2013: Tanz der Vampire  als Erstbesetzung Sarah, Theater des Westens, Berlin
- 2013: The Little Mermaid als swing und Arielle Double, Theater „Russia“, Moskau
- 2014: Les Misérables als Erstbesetzung Éponine,[2] Aarhus Teater
- 2014 – 2015: Das Phantom der Oper als Christine und als Erstbesetzung Prinzessin, Theater MDM (Russisch: Театр МДМ), Moskau
- 2016 – 2018: Mamma Mia! The Party als Erstbesetzung Konstantina,[3][4] Tyrol — Gröna Lund, Stockholm
- Februar 2017 – Mai 2017: Tanz der Vampire als Erstbesetzung Sarah, Theater St. Gallen
- Juni 2017 – August 2017: West Side Story als Erstbesetzung Maria, Alter Garten, Schwerin
- Februar 2018 – Februar 2019: Der Glöckner von Notre Dame als Erstbesetzung Esmeralda,[5] Stage Apollo Theater, Stuttgart
- März 2019 – Dezember 2019: Cirque Du Soleil Paramour als Erstbesetzung Gina, Cover der Indigo, Stage Theater Neue Flora, Hamburg
- Februar 2020 – Mai 2021: The Prince of Egypt als Erstbesetzung Yocheved und Cover der Miriam, West End — Stage Dominion Theatre, London
- 2020: CD bei Sh-K-Boom Records,  The Original Cast Recording of the „The Prince Of Egypt“ als Erstbesetzung Yocheved, London
- 24. April 2022 – 26. Juni 2023: Jesus Christ Superstar als Erstbesetzung Maria Magdalena, Landestheater Detmold[6]
- Juni 2022 – Silvester 2022: Mamma Mia! The Party als Erstbesetzung Konstantina, Rondo — Liseberg, Göteborg
- November 2022 – 24. Juni 2023: A Chorus Line als Erstbesetzung Diana Morales, Stadsteatern, Stockholm[7]
- August 2023 – Silvester 2023: Waitress als Erstbesetzung Jenna, Östgötateatern, Norrköping[8]
- 2. Januar 2024 – 23. März 2024: tick, tick... BOOM! als Erstbesetzung Susan, Malmö Stadsteater, Malmö[9]
- seit 4. Oktober 2024: Die Eiskönigin – Das Musical als Elsa (alternierend), Stage Apollo Teater, Stuttgart